# Casque de Coppergate
Le casque de Coppergate (Coppergate Helmet) ou casque d'York (York Helmet) est un casque anglo-saxon du VIIIe siècle retrouvé à York en 1982. Il est exposé au Yorkshire Museum.

## Description
La calotte circulaire est en fer et assemblée à l'aide de rivets. Les deux couvre-joues sont reliés à la calotte par des charnières. Un camail fixé à l'arrière du casque protège la nuque, tandis qu'à l'avant, un nasal inhabituellement long protège une partie du visage.
Le casque présente des décorations en laiton composé à 85 % de cuivre. Deux bandes de laiton se croisent au sommet de la calotte, l'une d'elles porte une inscription en latin mentionnant un certain Oshere, vraisemblablement le propriétaire du casque. Les décorations du nasal représentent deux animaux stylisés en entrelacs.